# Europäisches Storchendorf

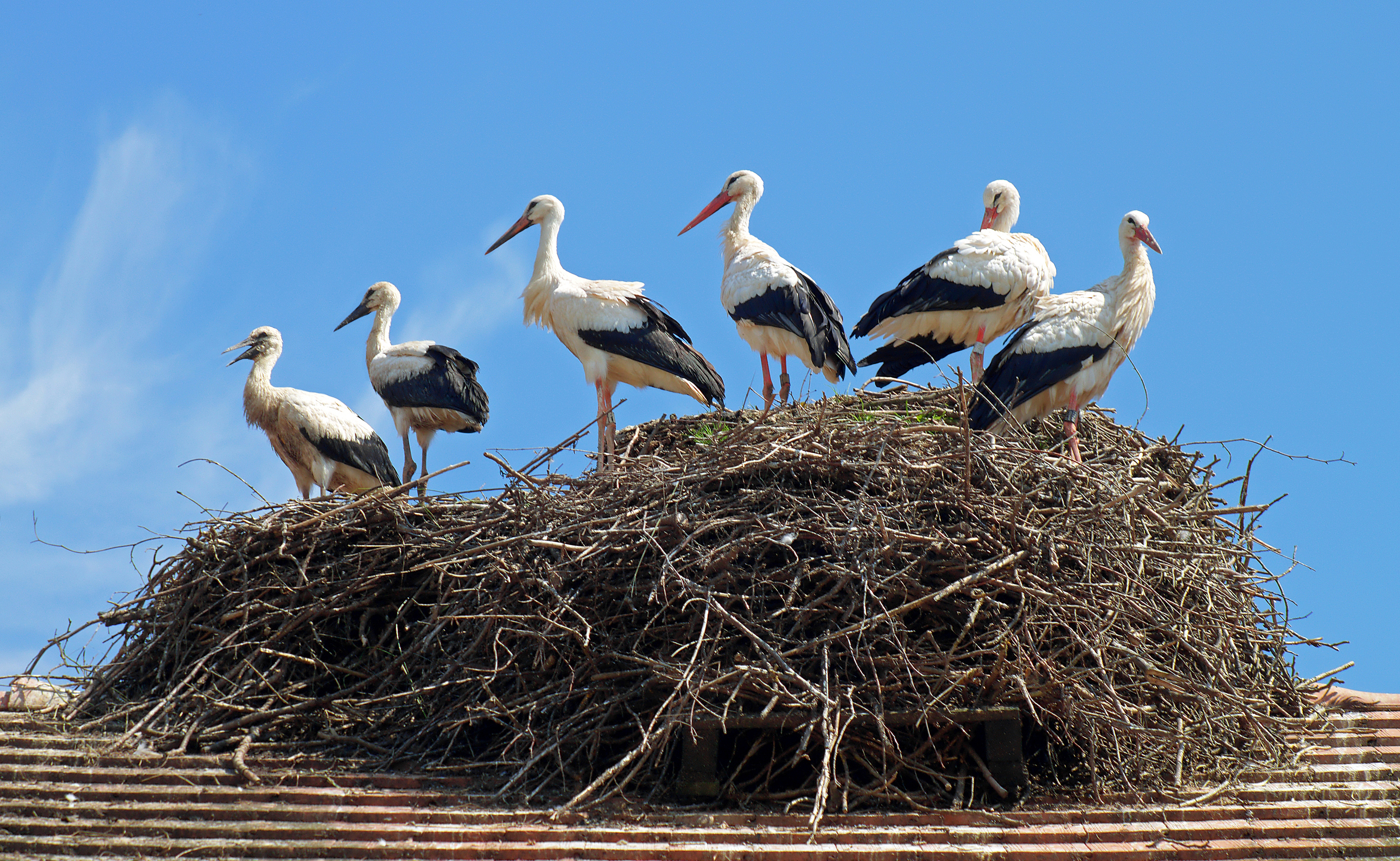
Störche auf dem Affenberg bei Salem (Deutschland)

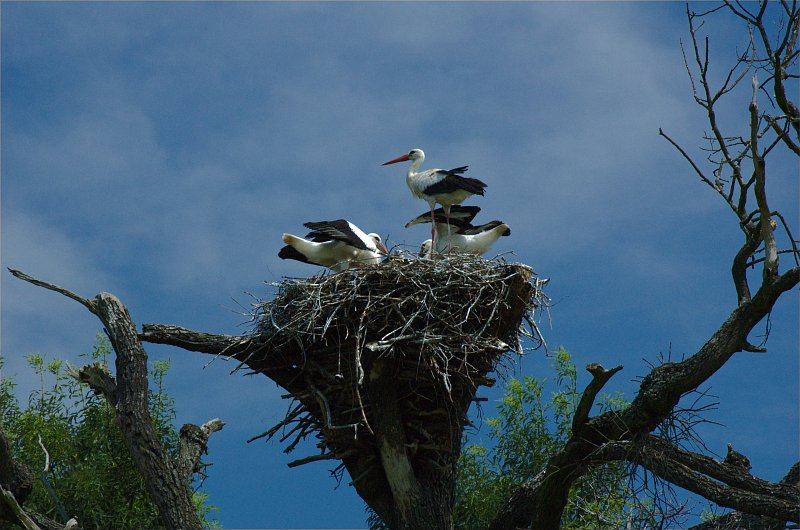
Störche in Marchegg (Österreich)

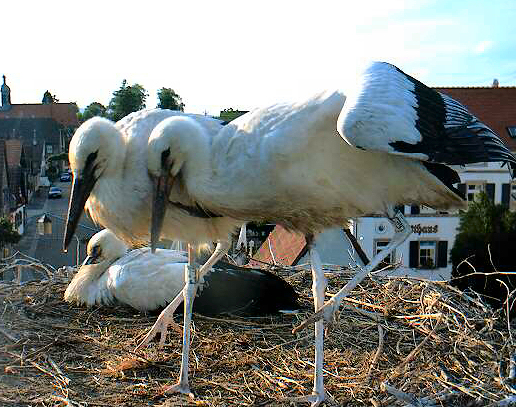
Jungstörche in Bornheim (Deutschland)

Der Titel Europäisches Storchendorf wird in unregelmäßigen Abständen von der Stiftung EuroNatur (Europäisches Naturerbe) an Ortschaften verliehen, die eine besonders große und regelmäßig wiederkehrende Population an Weißstörchen aufweisen und sich für den Schutz dieser Vögel einsetzen. Mit der Auszeichnung sollen positive Ansätze im Storchenschutz gestärkt werden. Der Erfolg zeigt, dass es auch heute möglich ist, den Lebensraum für die Weißstörche zu erhalten.
Bislang wurden 15 europäische Gemeinden als „Europäisches Storchendorf“ ausgezeichnet.

## Europäische Storchendörfer
| Jahr | Ort                       | Staat          |
| ---- | ------------------------- | -------------- |
| 1994 | Čigoć                     | Kroatien       |
| 1996 | Nagybajom                 | Ungarn         |
| 1996 | Rühstädt                  | Deutschland    |
| 1997 | Malpartida de Cáceres     | Spanien        |
| 1997 | Andrid                    | Rumänien       |
| 1999 | Mala und Velika Polana    | Slowenien      |
| 2001 | Tykocin                   | Polen          |
| 2002 | Marchegg                  | Österreich     |
| 2005 | Belozem                   | Bulgarien      |
| 2008 | Altreu                    | Schweiz        |
| 2011 | Eskikaraağaç              | Türkei         |
| 2013 | Opština Češinovo-Obleševo | Nordmazedonien |
| 2014 | Buzica                    | Slowakei       |
| 2015 | Taraš                     | Serbien        |
| 2016 | Feres                     | Griechenland   |